# Manuel Merino
Manuel Arturo Merino de Lama (Tumbes, 20 de agosto de 1961) é um agrônomo e político peruano, servindo como presidente do Peru de 10 de novembro de 2020 a 15 de novembro do mesmo ano. Antes de assumir o cargo constitucionalmente, foi deputado representando o eleitorado de Tumbes para o mandato de 2020–2021, no qual também serviu nos mandatos de 2001–2006 e 2011–2016.
Em 9 de novembro de 2020, o legislativo peruano depôs o presidente Martín Vizcarra, após declará-lo "moralmente incompetente" e destituí-lo do cargo. No dia seguinte, como presidente do Congresso, Merino tornou-se o novo chefe da Nação seguindo a linha de sucessão estabelecida na constituição do país.

## Infância e educação
Manuel Arturo Merino de Lama nasceu em 20 de agosto de 1961, na cidade de Tumbes. É filho de Pedro Merino Hidalgo e Elba de Lama Barreto. Em 1985 desposou Mary Jacqueline Peña Carruitero, uma professora de primeira infância, com quem teve três filhos: Elba Jacqueline, Sandra Lisbeth e María Teresa.
Concluiu o ensino fundamental no Colégio Santa María de la Frontera em 1973 e o ensino médio no Centro Educacional "Imaculada Concepción" no ano de 1978, ambos na sua cidade natal. Em 1979, matriculou-se na Universidade Nacional de Piura para estudar agronomia, não chegando a concluir seus estudos de graduação.

## Carreira profissional
Em 1983, Merino começou como produtor agropecuário e comerciante, ao mesmo tempo em que se dedicava à pecuária, atuando como membro do Fundo Pecuário de Tumbes (FONGAN), presidente de Marketing da Associação dos Produtores de Banana, presidente da Associação de Comerciantes de Bananas e Frutas em Geral, membro da Comissão de Defesa Agropecuária de Tumbes, representante dos Produtores Agrários de Tumbes, presidente da Comissão Eleitoral da Comissão de Irrigação da Margem Esquerda do Rio Tumbes, e presidente da Comissão Permanente de a Dívida Agrária de Tumbes.
Em dezembro de 2000, Merino coordenou diretamente com as diferentes organizações agrárias do departamento, para obter o cancelamento das dívidas contraídas com o Estado e o refinanciamento das mesmas com as entidades financeiras privadas.

## Vida política
Merino se inscreveu na Ação Popular, no ano de 1979. De Tumbes, passou a integrar o Comando da Juventude, para mais tarde tornar-se membro ativo do partido. Em 2000, presidiu a Frente de Unidade Nacional composta por partidos e movimentos políticos.
Em seguida, foi escolhido pelas bases da Ação Popular para concorrer a uma vaga no Congresso peruano nas eleições gerais de 2001. Foi eleito para o Congresso com a contagem de votos mais alta em Tumbes para o mandato de 2001-2006. Com destaque, ele presidiu o Comitê de Defesa do Consumidor de 2003 a 2004.
Na eleição geral de 2006, não conseguiu ser reeleito, já que a coalizão da Frente Central obteve apenas 5 cadeiras em nível nacional, a maioria de Lima.
Nos anos seguintes, teve participação ativa no Comitê Executivo Nacional de Ação Popular, o que o impulsionou a concorrer novamente ao Congresso nas eleições gerais de 2011. Como parte da Aliança Eleitoral do Possível Peru, que uniu a Ação Popular, Nós Somos o Peru e o Peru Possível, ele foi eleito com sucesso para o círculo eleitoral de sua cidade natal para o mandato 2011-2016.
De 2011 a 2012, Merino atuou como primeiro-vice-presidente do Congresso, durante a presidência parlamentar de Daniel Abugattás. Da mesma forma, de 2012 a 2013, presidiu a Comissão de Habitação. Ele também foi porta-voz suplente da bancada parlamentar da Frente Ampla de Ação Popular e vice-presidente da Caucus Congressional da Amazônia, de 2011 a 2013.

### Presidente do Congresso
Nas eleições extraordinárias de 2020 foi eleito deputado representante de Tumbes para o período complementar 2020-2021. Em 16 de março, quando foi instalada a sessão plenária, Merino foi eleito presidente do Congresso da República com 93 votos a favor, contra Rocío Silva Santisteban, que obteve apenas um total de 14 votos.

## Presidência do Peru
Em 9 de novembro de 2020, após um movimento de vacância de legitimidade questionada, Merino substituiu Martín Vizcarra, ato amplamente rejeitado pela população em protestos e descrito como um "golpe" por meios de comunicação como o La República. Após vários protestos, 5 dias depois Manuel Merino renúncia o cargo, também renunciaram 13 dos 18 ministros do governo.